# Средняя (приток Волосты)
Средняя — река в Смоленской области России.
Протекает в юго-восточном направлении по территории Вяземского района. Исток — северо-западнее деревни Восток, впадает в реку Волосту в 40 км от её устья по правому берегу. Длина реки составляет 15 км, площадь водосборного бассейна — 53,6 км².
Вдоль течения реки расположены населённые пункты Кайдаковского и Юшковского сельских поселений — деревни Восток, Панфилово и Андрианы.

## Данные водного реестра
По данным государственного водного реестра России относится к Окскому бассейновому округу, водохозяйственный участок реки — Угра от истока и до устья, речной подбассейн реки — Бассейны притоков Оки до впадения Мокши. Речной бассейн реки — Ока.
По данным геоинформационной системы водохозяйственного районирования территории РФ, подготовленной Федеральным агентством водных ресурсов:
- Код водного объекта в государственном водном реестре — 09010100412110000020811
- Код по гидрологической изученности (ГИ) — 110002081
- Код бассейна — 09.01.01.004
- Номер тома по ГИ — 10
- Выпуск по ГИ — 0